# Mozabite
Cet article concerne la langue mozabite. Pour le peuple mozabite, voir Mozabites.

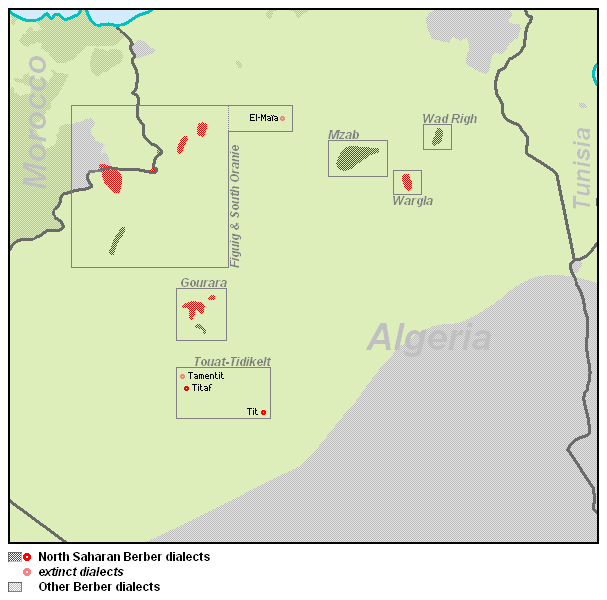
Carte des langues zénètes du Sahara central et septentrional, dont fait partie le mozabite

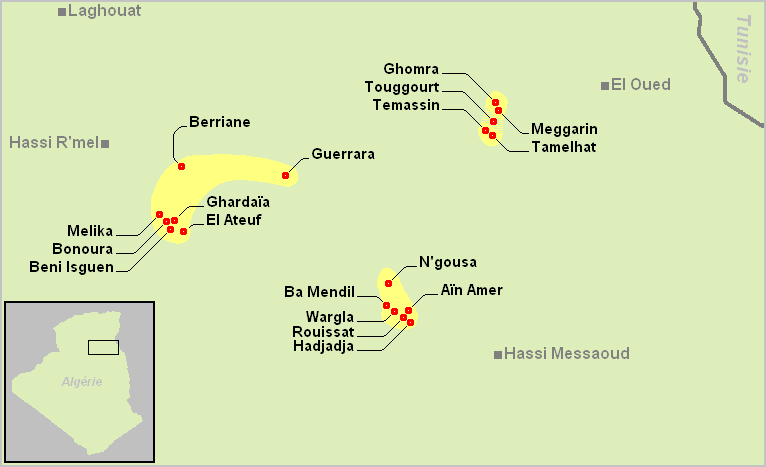
Carte des localités berbérophones du Mzab, du Wad Righ et de Wargla

Le mozabite, en berbère ⵜⵓⵎⵣⴰⴱⵜ (tumzabt) est la langue vernaculaire du peuple éponyme, variante de la langue amazighe, parlée par les Amazighs Mozabites (déformation française du mot Mzab), habitants de la vallée du Mzab (en Algérie, au sud de l'Atlas saharien). Pratiquée par environ 200 000 locuteurs, elle est distribuée dans les oasis de la région et certains regroupements plus importants comme la ville de Ghardaïa.
Selon un dernier rapport de l'Unesco qui dénombrait 13 variétés de langue amazigh en voie d'extinction à travers plusieurs régions d'Algérie, la langue mozabite (tumẓabt) est classée en risque l'extinction.